# Epiencyrtus artaceae
Epiencyrtus artaceae är en stekelart som först beskrevs av Howard 1881.  Epiencyrtus artaceae ingår i släktet Epiencyrtus och familjen sköldlussteklar. Inga underarter finns listade i Catalogue of Life.